# Asparuh Nikodimov
Asparuh « Paro » Nikodimov (bulgare : Аспарух Никодимов) (né le 21 août 1945 à Sofia en Bulgarie) est un ancien joueur, et entraîneur de football bulgare.